# دایبولد نیکسدورف
دایبولد نیکسدورف (به انگلیسی: Diebold Nixdorf) یک شرکت فناوری و خرده فروشی چند ملیتی آمریکایی است که در زمینه فروش، ساخت، نصب و سرویس سیستم‌های معاملاتی خود سرویس (مانند خودپردازها و سیستم‌های پردازش ارز)، پایانه‌های نقطه فروش، محصولات امنیتی فیزیکی و نرم‌افزار و خدمات مرتبط با آن برای بازارهای جهانی مالی، خرده فروشی و تجاری تخصص دارد. در حال حاضر دفتر مرکزی دیبولد نیکسدورف در اکرون کانتون، اوهایو است.

شرکت در سال ۱۸۵۹ در سینسیناتی، اوهایو تحت رهبری بنیان‌گذار چارلز دایبولد، یک مهاجر آلمانی تأسیس شد. ۲۵۰ کارمند اولیه شرکت شروع به تولید گاوصندوق و طاق‌های بانکی از کارخانه ای در کانتون، اوهایو کردند. در سال ۱۸۷۴، دیبولد برای ساخت بزرگ‌ترین گاوصندوق جهان قرارداد منعقد شد تا در شعبه سانفرانسیسکو ولز فارگو نصب شود. 

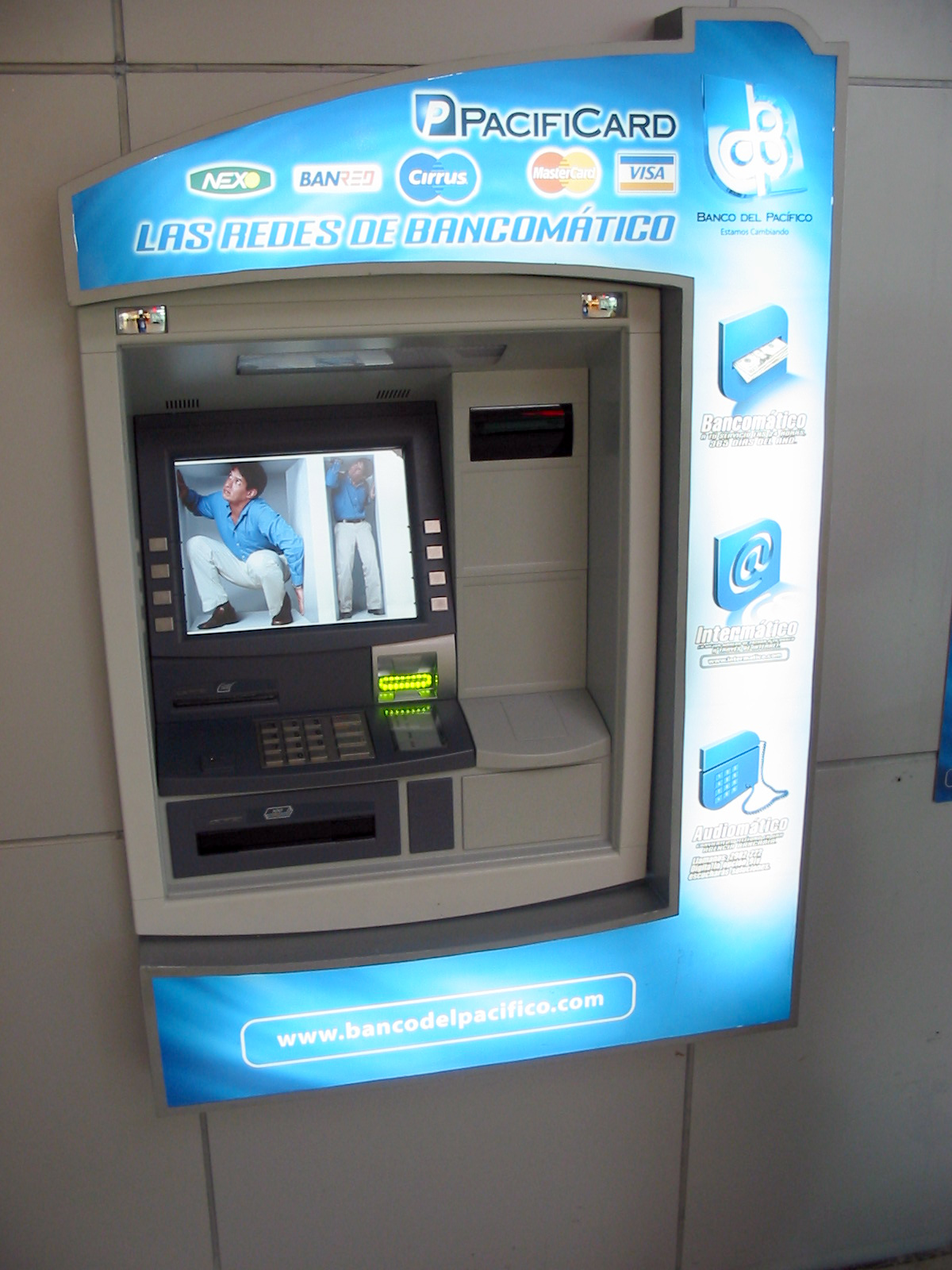
دستگاه خودپرداز Diebold Opteva 760 در سال ۲۰۰۶

دایبولد در اوایل دهه ۱۹۷۰ به بازار در حال ظهور دستگاه‌های خودکار فروش (خودپردازها) ورود کرد، و از آن زمان بسیاری از خطوط تولید خودپرداز را آغاز کرده است. محصول مجموع سیستم بانکی خودکار 500 (TABS 500) دیبولد در سال ۱۹۷۲ عرضه شد. بازوی فروش و بازاریابی خودپرداز Diebold، در اوایل دهه ۱۹۹۰ تعدادی خودپرداز معرفی کرد. در سال ۱۹۹۹، دایبولد یک دستگاه خودپرداز را معرفی کرد که مشتریان را با استفاده از تشخیص عنبیه چشم شناسایی می‌کرد، که اولین مورد در نوع خود بود. دایبولد در همان سال اولین دستگاه خودپرداز صحبت کننده را نیز در ایالات متحده معرفی کرد که در اول اکتبر نصب شد.